# Plésidy
Plésidy är en kommun i departementet Côtes-d'Armor i regionen Bretagne i nordvästra Frankrike. Kommunen ligger i kantonen Bourbriac som tillhör arrondissementet Guingamp. År 2022 hade Plésidy 562 invånare.

## Befolkningsutveckling
Antalet invånare i kommunen Plésidy
Referens:INSEE